# ریون راجرز
ریون راجرز (انگلیسی: Raevyn Rogers؛ زادهٔ ۷ سپتامبر ۱۹۹۶) دونده زن اهل ایالات متحده آمریکا است.
وی در مسابقات کشوری و بین‌المللی در مجموع برندهٔ ۳ مدال طلا، ۱ مدال نقره، ۱ مدال برنز شده‌است.